# گونتر ایگر
گونتر ایگر (انگلیسی: Günther Eger؛ زادهٔ ۷ سپتامبر ۱۹۶۴) از برندگان مدال‌های بازی‌های المپیک زمستانی اهل آلمان است.